# Битка код Ниша (1689)
Битка код Ниша вођена је 24. септембра 1689. године између војске Османског царства са једне и војске Светог римског царства са друге стране. Део је Великог бечког рата, а завршена је победом Аустријанаца и освајањем града.

## Позадина
Све до силаска Аустријанаца на Саву, Ниш је био само једна од дужих станица османске војске која се сваког лета окупљала у Београду ради одласка на угарско ратиште. Аустријско освајање Београда довело је до тога да Ниш постане зборно место турске војске која се из свих делова Османског царства окупљала како би Аустријанцима преотела Београд. Град је био утврђен као паланка: земљана утврда са палисадама и јарком. Такво утврђење могло је пружити безбедност од хајдучких напада, али не и да задржи добро уређену аустријску војску. На борбу на отвореном пољу Турци нису ни помишљали након недавног пораза од Аустријанаца код Баточине. Због тога су Турци одбрану Ниша засновали на природној заштити коју граду пружају околна брда.

## Турски положаји
Како се напад очекивао из правца Алексинца, Турци су на пољу испред паланке ископали ров на Пантелеју, али су успели да га утврде само од Нишаве до Виника. Аустријанце су Турци дочекали на својим положајима у шанцу. У средини је стајао сераскер Арап Реџеп-паша, а до њега војска из Халеба и Мисира, јаничари и тобџије. Десно крило су чинили беглербег Румелије, Зурнапа Мустафа-паша, беглербег Шама, везир Ахмед-паша и везир Кеманкеш Ахмед-паша. Ван шанца, на Пантелеју, заузео је положај Махмуд-паша из Пећи са својих 15.000 Арнаута. На левом крилу су положај заузели беглербези Анадолије, Карамана и Сиваса. Град су запосели пешаци, а Нишаву корпус џебеџија и татарска коњица.

## Аустријски положаји
Аустријска војска под командом макгрофа Лудвига Баденског је прешла Мораву код Јагодине 16. септембра и без већих проблема стигла 22. септембра код села Тополнице које је било једну миљу удаљено од турске борбене линије. Сутрадан, 23. септембра, заузели су положај у шумици крај Нишаве, на четврт часа удаљеној од турског шанца. Ту, на левој обали Нишаве, напала их је турска коњица. Напад се није могао завршити већим успехом јер је противнике одвајала набујала Нишава.
Лудвиг Баденски је стигао у Ниш са 16.000 војника. Противничку војску је ценио на 40.000 бораца, мада се говорило да га у Нишу чека армија од 60-70.000 људи. Због тога се није одлучио за напад на лево крило, најјачи део шанца, нити за прелазак преко Нишаве коју би тешко премостио. Виник је Лудвигу изгледао као острво које се не може обићи, али је од једног рањеног војника сазнао да са те стране нема шанца. Генералштаб се због тога одлучио за напад на десно крило на Винику. Тиме би Турцима потпуно одсекли одступницу на Нишави.

## Битка
У освит 24. септембра, Аустријанци су кренули према брду у потпуном борбеном строју. Марширали су до пет часова у подне уз обострану топовску паљбу и незнатна чаркања. Онда је генерал Гвидо Штаремберг с левим крилом избио у подножје Виника. Ту га је чекала турска војска од свега 2-3 хиљаде војника. То би значило да је Махмуд-паша из Пећи напустио бојно поље пре почетка битке. Коњица из Шама избацила је Чакијеве хусаре и Холштајнове кирасире, али су је Пиколоминијеве и друге Холштајнове трупе одбациле према Нишави тако да ју је на бојном пољу задржала само ватра сопствене пешадије на другој обали. Турско лево крило није било боље среће. Генерал Хајстер је са шест батаљона заузео падину брда, а из шанца избацио јаничаре који су штитили самог сераскера. Фон Крој је на брду поставио батерију која је тукла читав шанац.
Османлије нису могле издржати у шанцу већ су изашли у градско поље са намером да беже. Тада су јаничари окренули оружје против сопствене коњице. Турци су се међусобно убијали. Аустријанци су их све више сабијали ка Нишави. Аустријанци су убрзо заузели нишавски мост. Око 5000 Турака се удавило у реци. До краја дана битка је завршена у корист Аустријанаца.

## Последице
Након крваве битке од 24. септембра, Ниш је освојен од стране хришћана. Османлије су изгубиле више од 10.000 људи, већином спахија. Међу освојеним пленом, Баденски је истакао сераскерову велику заставу и барјак Арнаут-паше. Хришћани су задобили и велики плен: читав турски логор са 30 пољских топова и 3000 добрих коња; залиху хране од 8000 мерица која је могла опскрбети аустријску војску у наредних четири месеца, богато складиште робе и др. Аустријски губици износили су, према Баденском, око 300 мртвих и рањених војника. У свом извештају Баденски није споменуо Србе за које се зна да су учествовали. Предводио их је Павле Дијак.
Поражена османска војска повукла се у разним правцима. Махмуд-паша се повукао према Скопљу. Већина се лесковачким путем повукла ка кланцу код Драгомана заједно са сердаром Арап Реџеп-пашом кога је велики везир тамо без дозволе погубио. Ћехаја Мехмед-ага и беглербег Румелије повукли су се у Пирот, али су га напустили пре доласка Пиколоминија.